# 王恁
王恁（?—?），唐朝光州固始縣人，五代十国之閩國开国國王太祖王審知的父親。據說，他家本來是琅琊郡人，王恁的曾祖父王曄為光州定城縣令，遂遷居河南，成為固始人。祖父王友、父親王蘊玉和他都在固始務農。
王恁的兒子王潮、王審邽、王審知開創了閩國的基業。王友被追贈為光祿卿，王蘊玉被追贈為秘書少監，王恁被追贈為太尉、光州刺史。

## 家庭
原配徐氏（徐棋女、李稠外孫女），生王潮、王氏（嫁莊國器）、王氏（金衡母親）。
繼弦董氏（董章姐妹），生王婉貞（嫁曾延世）、王審邽、王審知。
外孫莊森、金衡。